# 布萊克利 (明尼蘇達州)
布萊克利（英語：Blakeley）是位於美國明尼蘇達州斯科特縣布萊克利鎮區的一個非建制地區。

## 歷史
布萊克利於1866年設立，1868年設立郵局，其後於1966年停運。此地得名自商人拉塞爾·布萊克利（Russell Blakely）。

## 地理
布萊克利所處的海拔為高於海平面227米（即745英呎），而該地所採用的時區為UTC-6，即北美中部時區（CST）。同時該地設有夏令時間，為UTC-6調快一小時，即UTC-5（CDT）。